# Pachydota roseitincta
Pachydota roseitincta là một loài bướm đêm thuộc phân họ Arctiinae, họ Erebidae.